# Enceinte d'Amon-Rê
L'enceinte d'Amon-Rê, située sur le site de Karnak, près de Louxor, est dédiée au dieu Amon ainsi qu'à sa forme solaire d'Amon-Rê.
Occupant une surface d'environ 250 000 m2, cette enceinte est la plus étendue des trois aires sacrées de Karnak (et la seule qui soit ouverte aux visiteurs). Elle se caractérise par une complexité et une richesse extraordinaires, résultats d'une activité architecturale de près de deux millénaires. Certains secteurs n'ont pas encore été fouillés, de sorte qu'il est impossible de dresser l'inventaire complet des objets et bâtiments qui la composaient.
Certaines parties du complexe sont fermées au public, notamment les espaces de l'axe nord-sud qui sont en cours de restauration ou qui font l'objet de fouilles (VIIIe, IXe, et Xe pylônes). La partie sud-est n'est ouverte qu'occasionnellement. Celle située à l'angle nord-ouest est devenue un musée en plein air où les archéologues ont reconstitué plusieurs reposoirs avec des éléments utilisés comme matériau de remplissage du IIIe pylône : la chapelle blanche de Sésostris Ier, la chapelle en albâtre d'Amenhotep Ier et la chapelle rouge de la reine Hatchepsout.
La zone sud-ouest est un terrain découvert, jonché de fragments de blocs qui autrefois composaient les bâtiments. Les temples de Khonsou et d'Opet se situent dans ce secteur, et sont ouverts au public, bien qu'ils ne soient que rarement visités.

## Les deux axes
L'enceinte dédiée à Amon-Rê se situe, à Karnak, au centre par rapport aux deux autres enceintes sacrées, l'une dédiée à Montou (au Nord), l'autre dédiée Mout (au Sud). Dans l'enceinte d'Amon, le grand temple échelonne ses dix pylônes sur deux axes : l'axe principal, Ouest-Est, à six pylônes, et un axe secondaire, Nord-Sud, à quatre pylônes.
Dans l'architecture de l'Égypte antique, un pylône est une porte monumentale. Deux tours à base rectangulaire reliées par un linteau offrent, sous le linteau, un passage, ainsi dramatisé par le caractère massif de cet édifice.

## Axe est-ouest

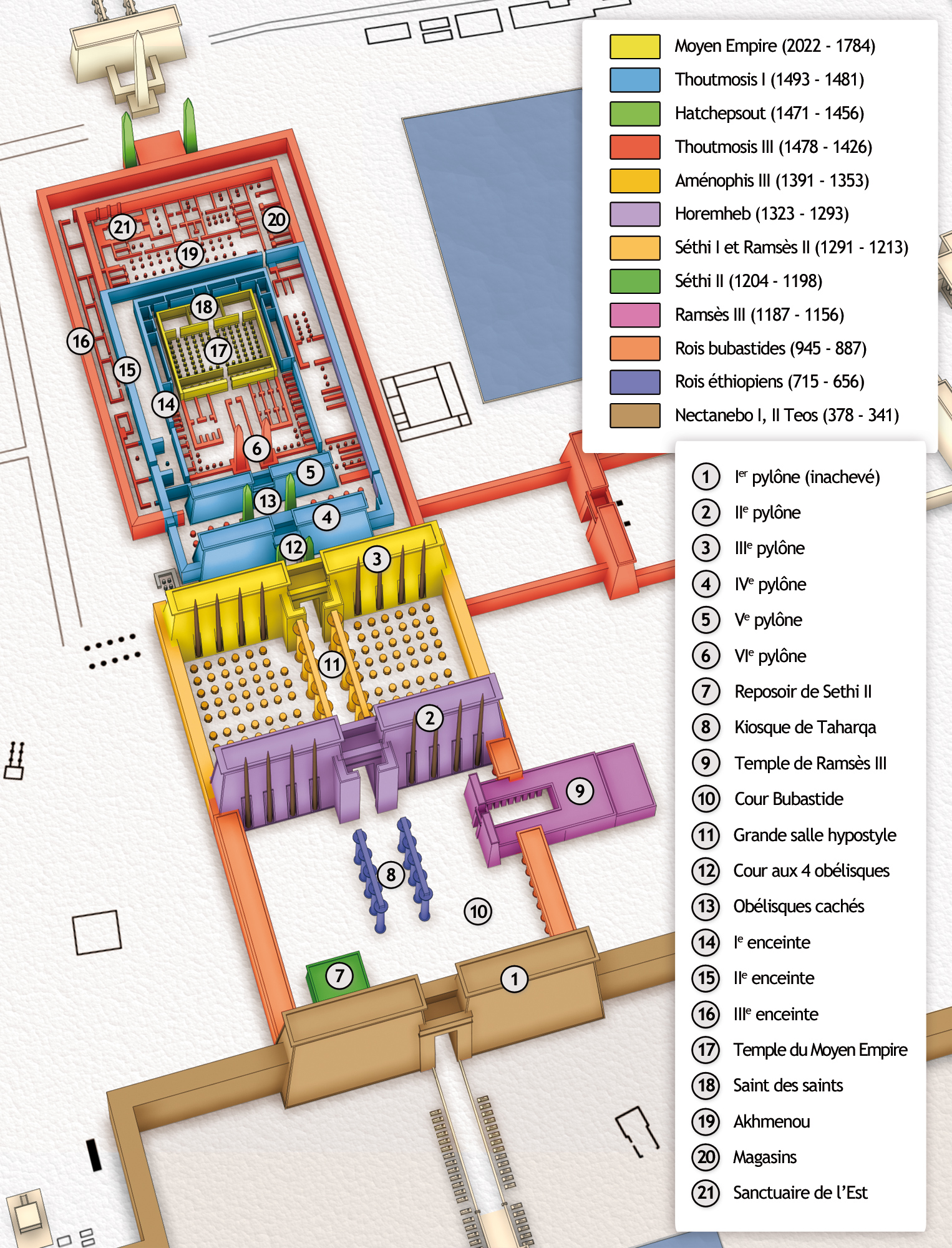
Plan 3D du temple d'Amon

Le temple d'Amon se déploie sur un axe est-ouest, perpendiculairement au Nil, auquel il était jadis relié par un canal de dérivation et un bassin artificiel. Les fouilles récentes ont permis de mettre au jour le débarcadère qui servait à l'accostage des barques et navires remorqueurs pour les grandes cérémonies annuelles où le vaisseau d'Amon, la Puissante de proue, remontait le Nil pour rejoindre le temple de Louxor lors de la fête d'Opet. De part et d'autre de la tribune du débarcadère se dressait une paire de petits obélisques datant de Séthi II, dont l'un est toujours en place.

### Le dromos
La tribune du débarcadère se prolonge par un dromos, allée processionnelle bordée de criosphinx entre les pattes desquels se tiennent des statuettes osiriaques portant à l'origine les noms de Thoutmôsis IV et d'Amenhotep III, que Ramsès II remplaça par le sien.
Le long de l'allée  sont disposées quelques stèles commémoratives, sans doute  bien plus nombreuses  à l'époque pharaonique, car le dromos était l'une des principales voies  festives empruntée par la triade thébaine - Amon, Mout et Khons - et son cortège lors des grandes processions annuelles, telles que la fête d'Opet ou la « Belle Fête de la Vallée ». Des parterres et bosquets devaient agrémenter les abords, où les fouilles ont mis en évidence un système d'irrigation destiné à alimenter les cultures.
À l'époque tardive, l'ensemble formait un vaste parvis, dont la chapelle-reposoir de Psammétique, usurpée par Achôris de la XXIXe dynastie, a été restaurée et est actuellement accessible aux visiteurs.

Dromos
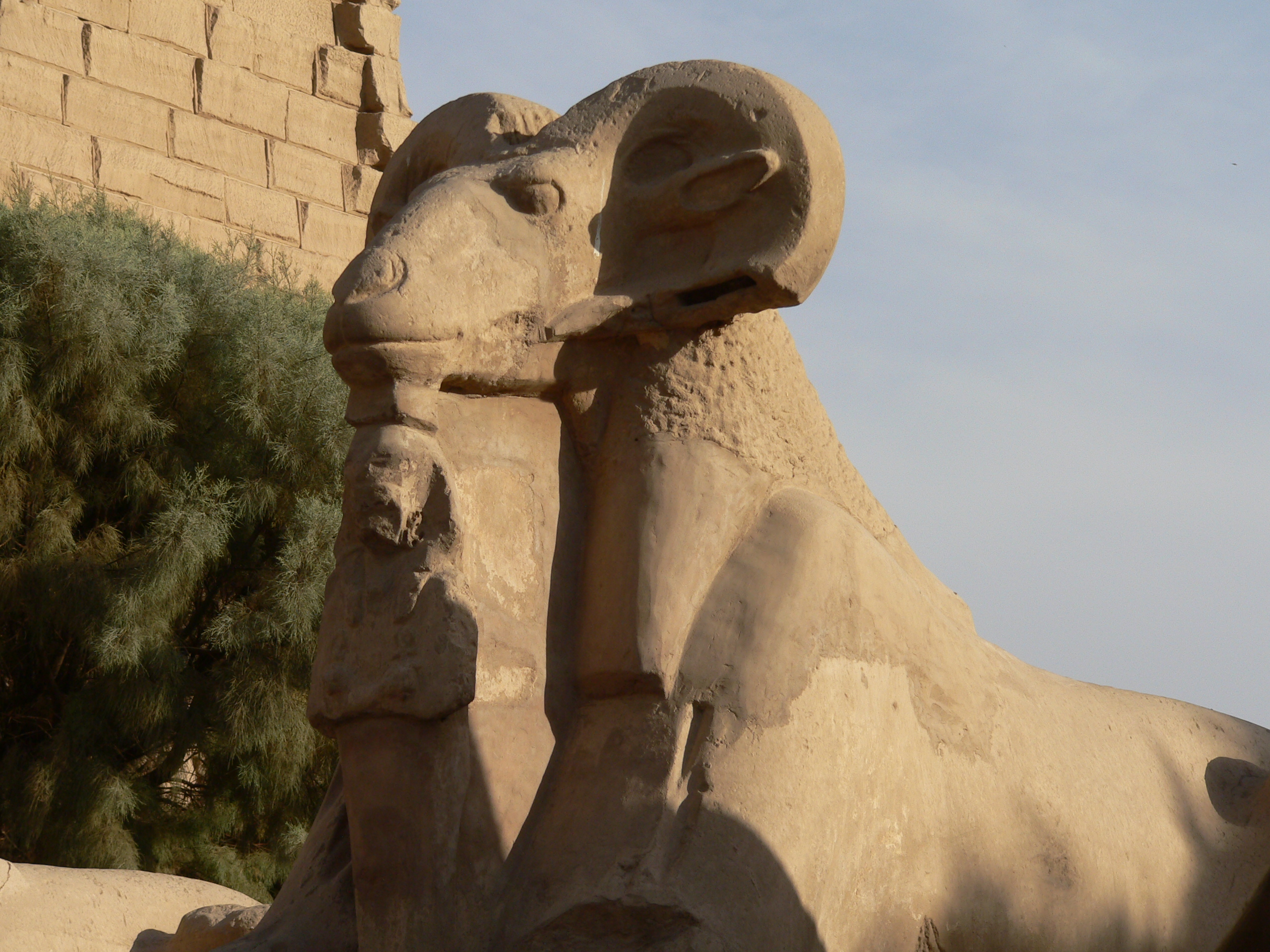
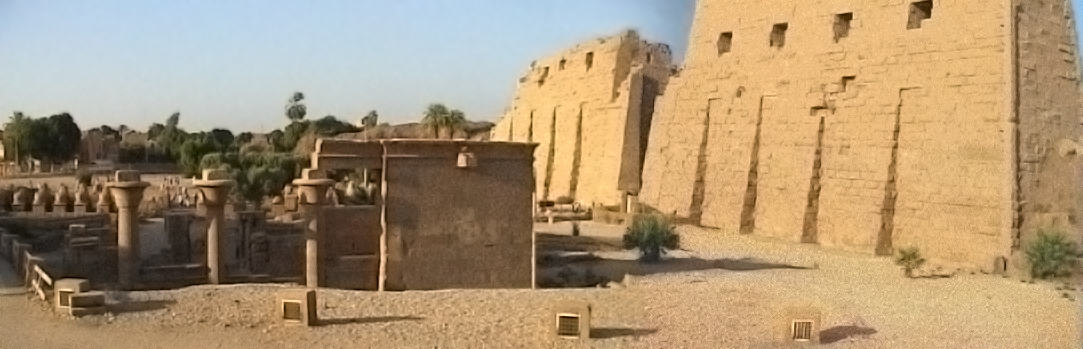

### Premier pylône et grande cour

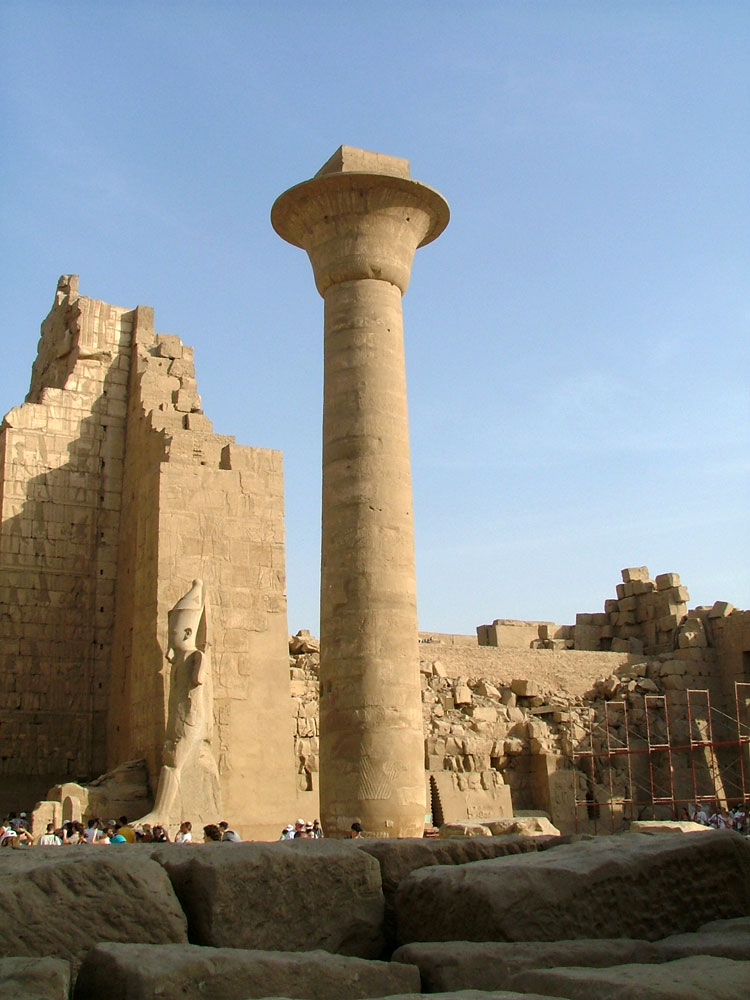
La colonne de Taharqa dans la Grande Cour du temple d'Amon est haute de 21 m.

Le premier pylône, aux blocs grossièrement taillés et sans décoration, est resté inachevé. Il date pour l'essentiel de la XXXe dynastie. Large de cent treize mètres, il mesure quinze mètres d'épaisseur à sa base et quarante mètres de haut. Sur sa face postérieure, l'une des tours comporte encore les vestiges d'une rampe de construction en briques crues.
La porte monumentale du pylône donne accès à la grande cour, vaste espace fermé au nord et au sud par un mur de clôture et une colonnade monumentale érigés sous la XXIIe dynastie, dite bubastide, du nom de la cité du delta du Nil dont ses souverains étaient originaires. La cour a été vidée de la plupart des statues et ex-voto qui y avaient été déposés au cours des siècles. Des bâtiments qu'elle comprenait, il subsiste une triple chapelle-reposoir des barques d'Amon-Rê, Mout et Khonsou, construite vers -1200 par Séthi II ; les vestiges d'un kiosque de Taharqa, qui fit déplacer pour la construction les sphinx du dromos devant le portique bubastide ; un petit temple reposoir édifié par Ramsès III sur le modèle du temple funéraire de Médinet Habou, avec son pylône précédé de colosses au nom du roi, une cour à portique, une salle hypostyle et un triple sanctuaire destiné à accueillir les barques divines de la triade thébaine.

### Deuxième pylône

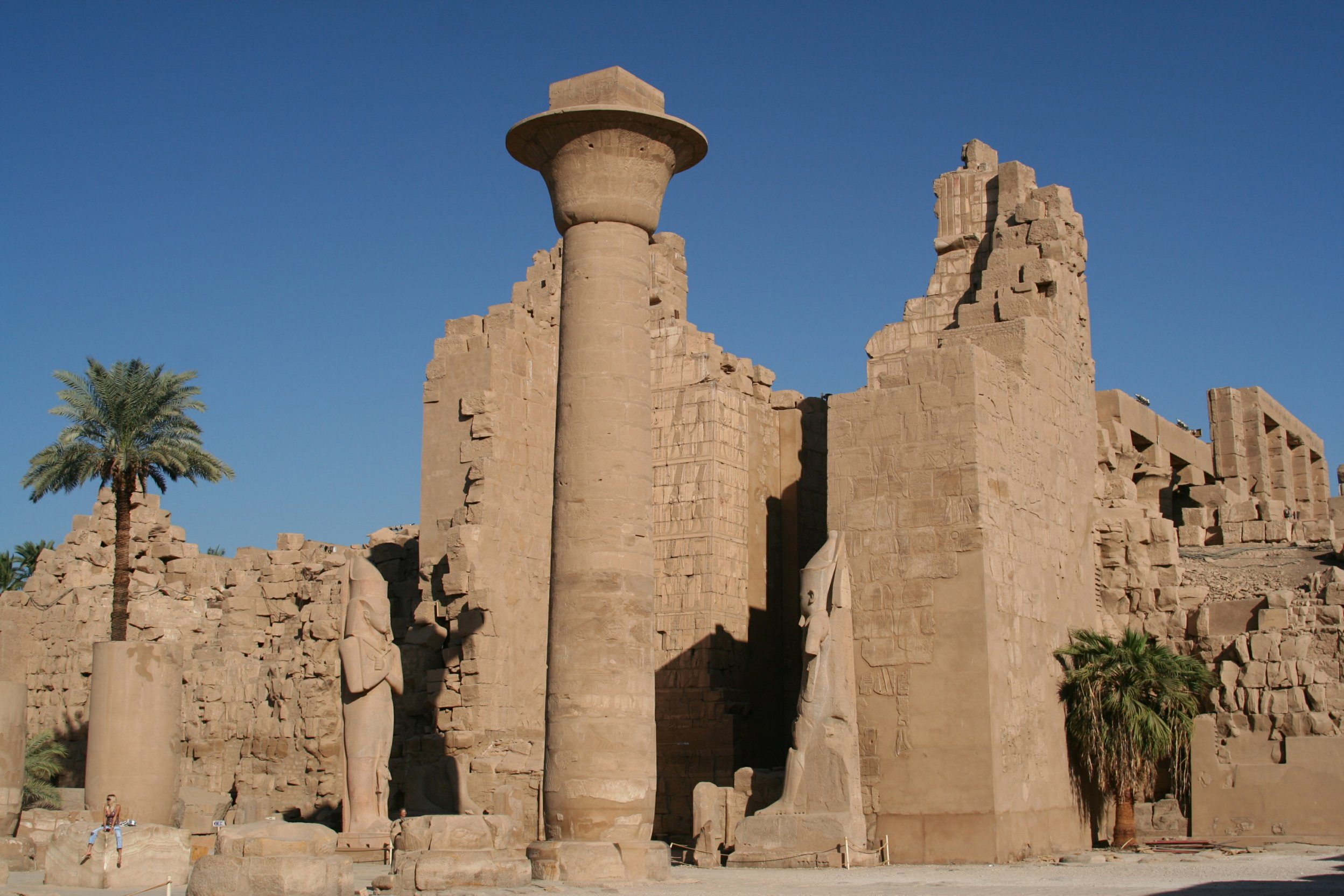
Vue sur la grande cour et le second pylône

Commencé par Horemheb, en partie avec des blocs provenant d'une structure d'Akhetaton, le deuxième pylône fut complété par Ramsès II et sa décoration achevée par Ramsès III. Il est précédé d'un vestibule devant lequel se dressent des  statues colossales dont l'une fut usurpée par Pinedjem Ier, grand prêtre devenu pharaon à la XXIe dynastie, mais que l'on s'accorde à dater de l'époque de Ramsès II.
Contre le môle nord du pylône sont entreposés des vestiges de monuments plus anciens (en attendant une éventuelle restauration ou reconstruction), notamment des fragments massifs d'obélisques de Thoutmôsis III et de colosses brisés, ou encore un bloc de calcaire aux cartouches d'Aton provenant  du temple solaire qu'Akhenaton avait fait édifier à l'est de l'enceinte d'Amon.
Le pylône fut restauré (ou complété) durant la période ptolémaïque, notamment la porte axiale qui donne sur la grande salle hypostyle.

### Grande salle hypostyle
La grande salle hypostyle fut installée par Séthi Ier, peut-être autour d'une colonnade inaugurée sous Amenhotep III. Elle est décorée en bas-reliefs, œuvre commandée principalement par Séthi Ier, tandis que les reliefs du quart sud-est, d'une facture moins soignée, sont l'œuvre de son illustre fils.
Le plafond (aujourd'hui disparu) était soutenu par 134 colonnes appareillées aux chapiteaux papyriformes, ouverts ou fermés, qui donnent à l'ensemble l'aspect d'une véritable forêt de pierres historiées. Les colonnes sont parfaitement alignées dans une immense salle de 103 mètres de long sur 53 mètres de large. Celles de l'axe médian, hautes d'environ 23 mètres, développent une circonférence, respectivement de dix puis quinze mètres, là où les chapiteaux s'ouvrent en corolles. Les supports des nefs latérales mesurent quinze mètres de haut pour une circonférence de quelque huit mètres. L'ensemble de l'édifice était recouvert d'un plafond de dalles dont la partie centrale, la plus élevée, permettait la pose de fenêtres à claustra qui dispensaient l'éclairage de la nef, alors que les bas-côtés restaient dans la pénombre, à peine éclairés par un pinceau de lumière émanant des rares ouvertures pratiquées dans le plafond.
Les murs extérieurs, qui sont consacrés à la  propagande royale, évoquent les campagnes victorieuses de Séthi Ier (face nord) et de Ramsès II (face sud) en Libye et en Syro-Palestine : dans le cadre d'une iconographie toute traditionnelle, pharaon y figure en tant que garant de l'ordre cosmique, assurant le triomphe de Maât sur les forces du Mal (isfet) qu'incarnent les ennemis de l'Égypte. Ainsi, la bataille de Qadesh et le retour triomphal du pays de Retenou occupent une place privilégiée sur la face sud ; y figurent aussi les clauses du traité de paix conclu entre le roi hittite Hattousil III et Ramsès II, en l'an 21 du règne.

Grande salle hypostyle
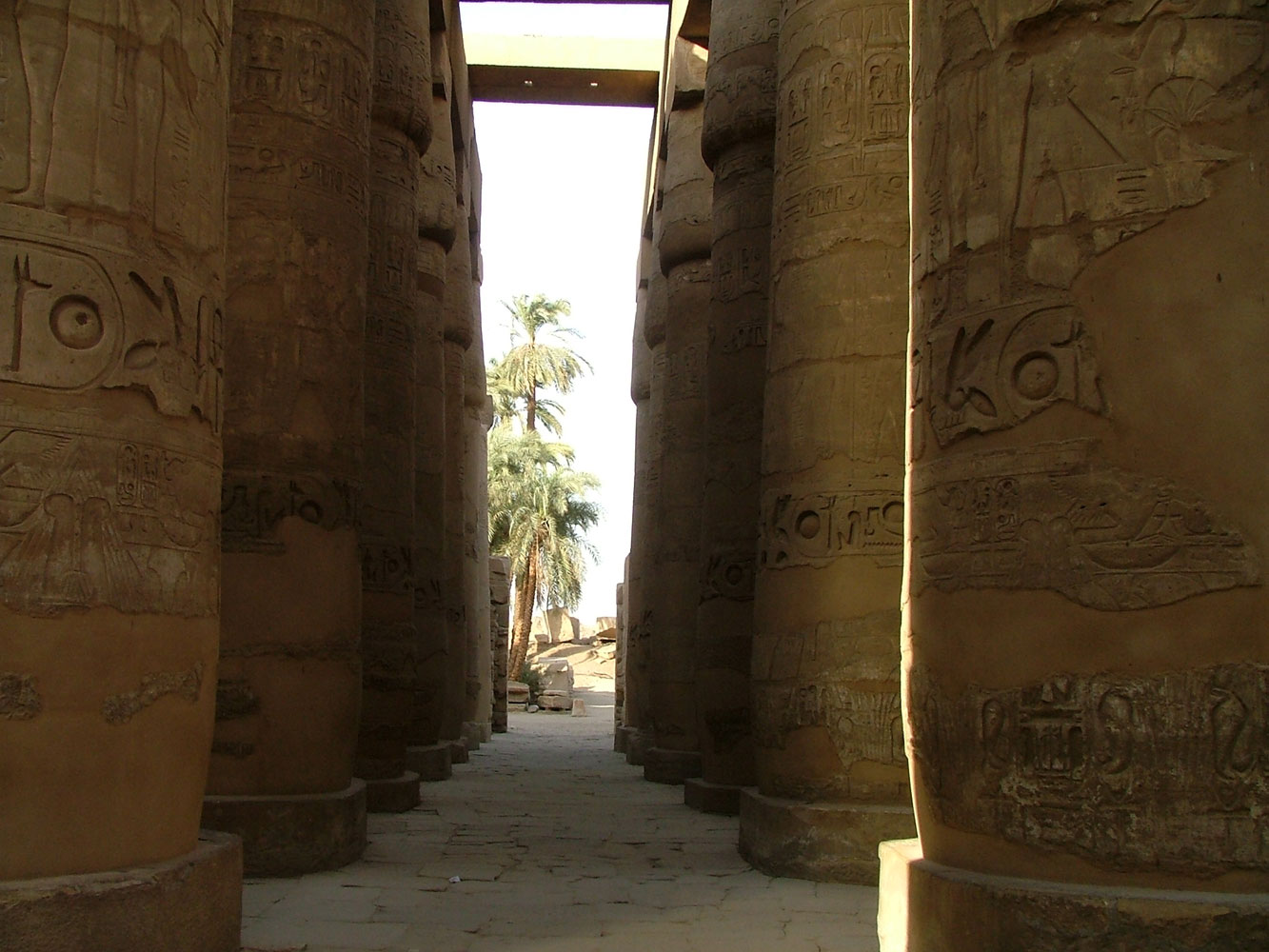
Travée latérale de la grande salle hypostyle.
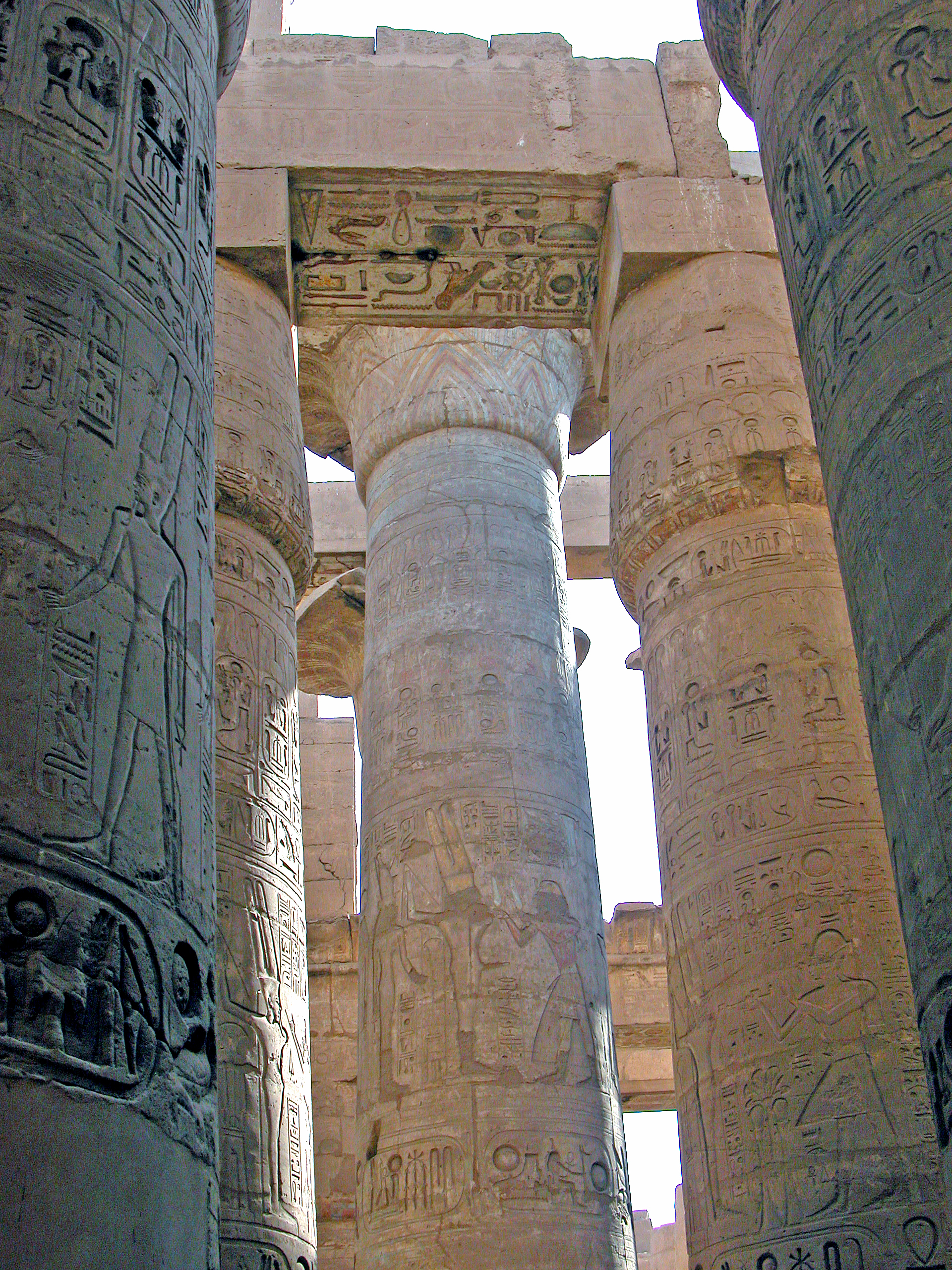
Colonnes, chapiteaux en lotus ouvert (partie ancienne, centrale, d'Amenhotep III) et fermé (travées latérales, de Ramsès II). Colonnes gravées en bas-relief dans le creux par Ramsès II (au Sud)
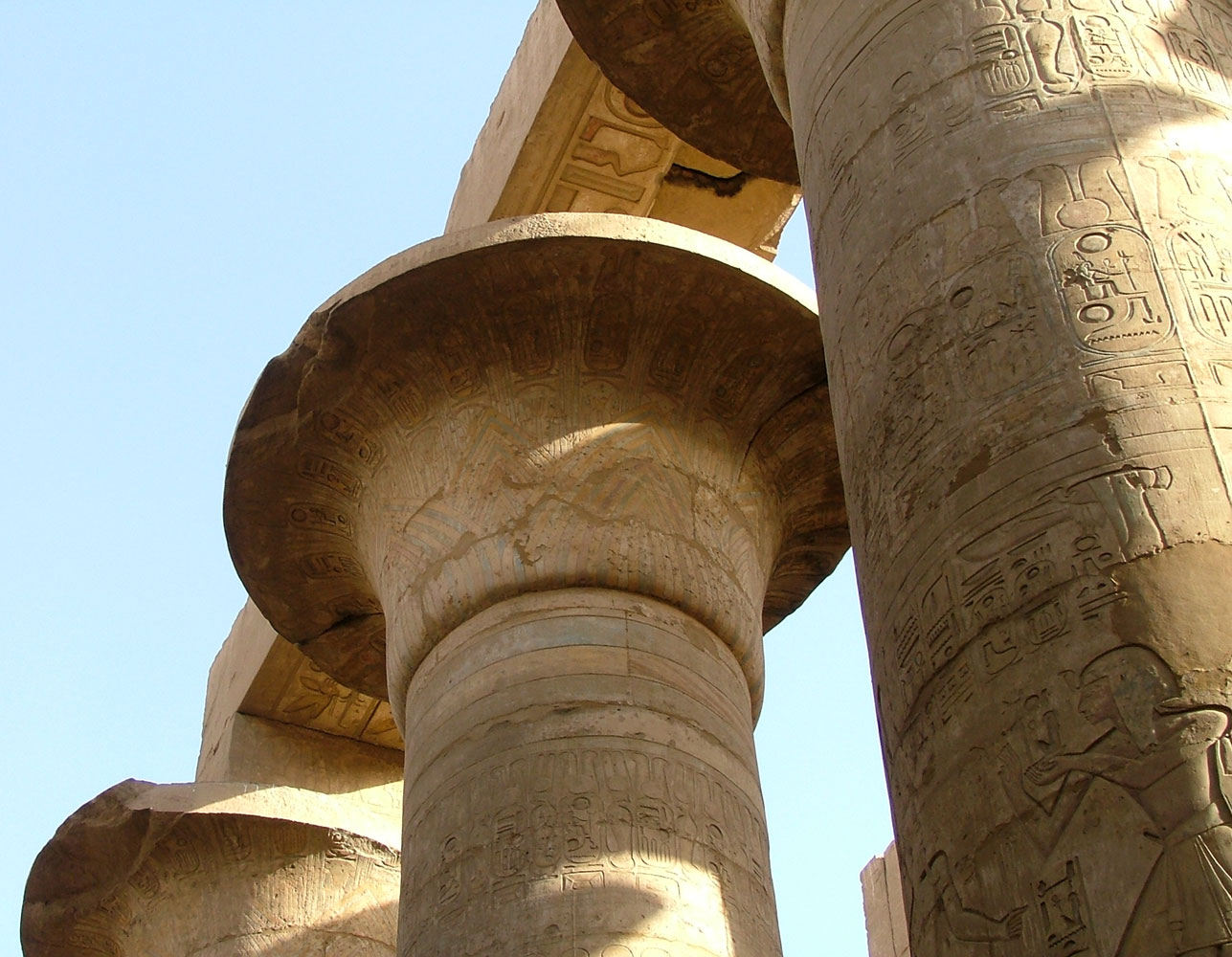
Chapiteaux en corolle, lotus ouvert
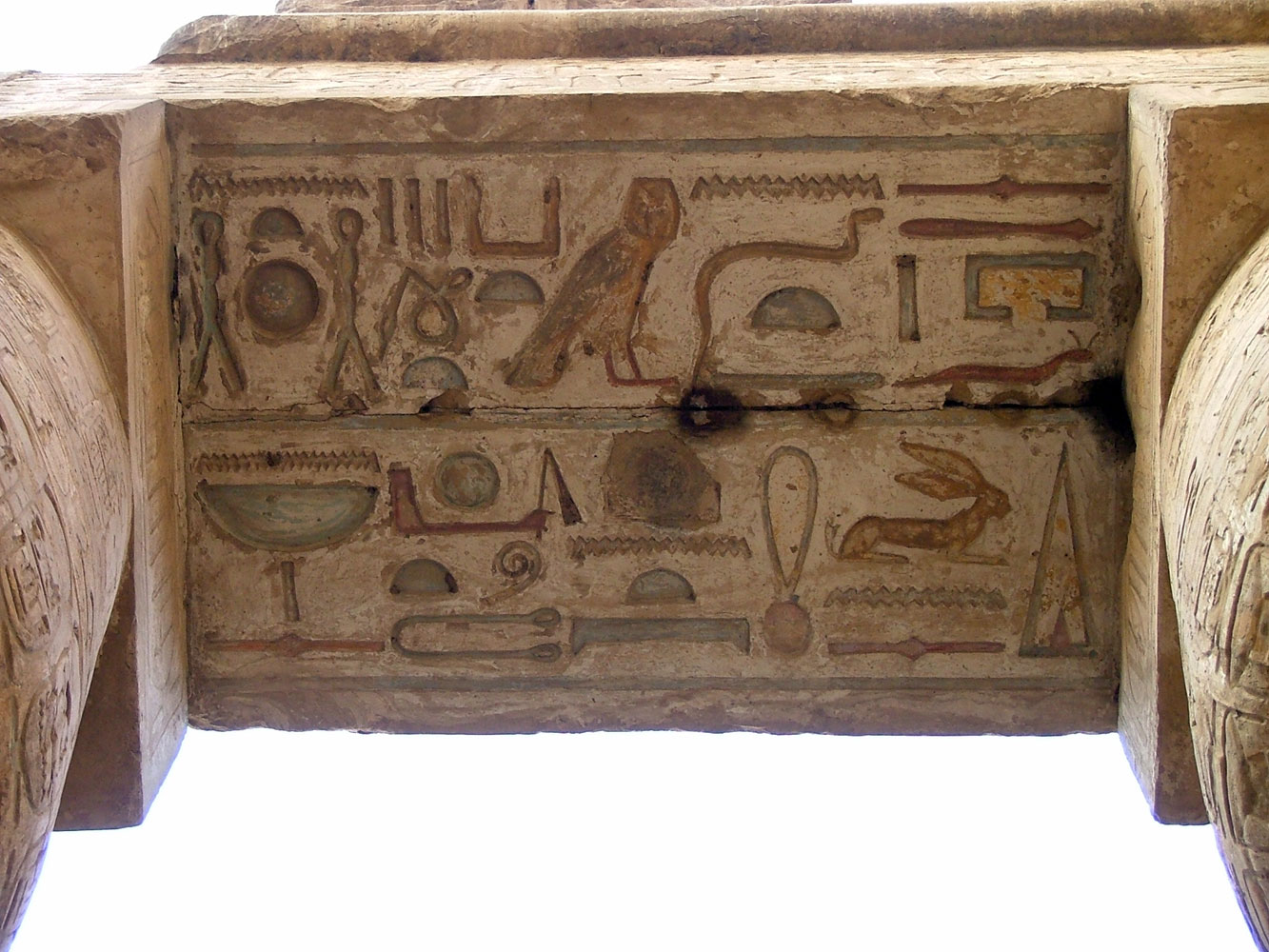
Architrave couverte d'inscriptions.

### Troisième pylône
Le troisième pylône est l'œuvre d'Amenhotep III. On peut supposer que, tout comme à Louxor, Amenhotep III fit édifier devant le pylône une colonnade d'entrée qui forme actuellement la nef centrale de la grande salle hypostyle, poursuivant ainsi l'ambitieux programme architectural pour les temples de Thèbes dirigé par son architecte Amenhotep fils de Hapou.
En 1927, les archéologues français travaillant à la consolidation du pylône y découvrirent un linteau datant du Moyen Empire. Les fouilles ultérieures mirent au jour de nombreux blocs provenant  de la même structure, une chapelle-reposoir construite par Sésostris Ier pour commémorer sa première fête-sed. La reconstitution du monument fut initiée en 1937 par ses découvreurs, Pierre Lacau et l'architecte Henri Chevrier. Baptisé « la Chapelle blanche », c'est aujourd'hui l'un des joyaux architecturaux du musée en plein air.

### Cour aux obélisques

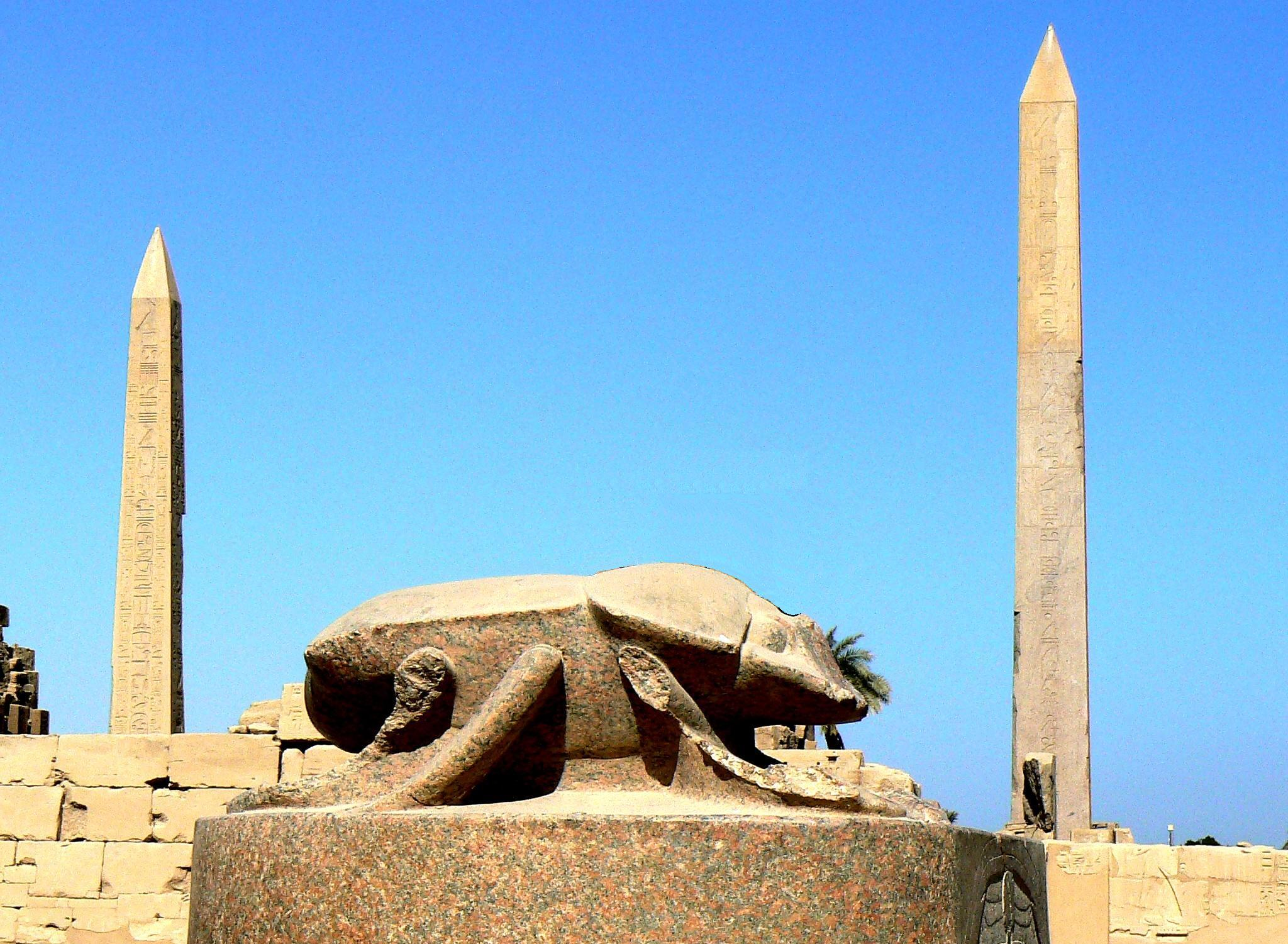
Khépri, sous l'aspect d'un scarabée

L'espace qui s'étend au-delà du troisième pylône formait sous Thoutmôsis Ier et Thoutmôsis II le parvis du temple d'Amon, constitué d'une « cour de fêtes », comprise entre un pylône de Thoutmôsis II (détruit par Amenhotep III), et un pylône de Thoutmôsis Ier, le quatrième. Une paire d'obélisques fut érigée par Thoutmôsis Ier en anticipation de son jubilé royal. Une seconde paire d'obélisques, projetée par Thoutmôsis II mais érigée par Hatchepsout se dressait au milieu de la cour, dont les fondations (jadis attribuées à Amenhotep II) furent retrouvées dans les substructures du IIIe pylône. Une troisième paire d'obélisques datant de Thoutmôsis III, primitivement située entre les deux précédentes, s'est retrouvée accolée au IIIe pylône après les travaux d'Amenhotep III. L'obélisque encore debout, œuvre de Thoutmôsis Ier, est un bloc de granit monolithique, haut de 22 mètres environ et pesant quelque 140 tonnes. Les monolithes de Thoutmôsis II/Hatchepsout furent abattus par Amenhotep III,. Les autres renversés par des séismes ou abattus après l'abandon des cultes puis débités. Malgré des assertions courantes, mais infondées, aucun ne fut abattu pour être transférés dans les grandes cités de l'Empire romain.

### Quatrième et cinquième pylônes
Les quatrième et cinquième pylônes furent élevés par Thoutmôsis Ier. Entre ces deux portails monumentaux, le « directeur des travaux royaux » Inéni établit une salle hypostyle avec deux rangées de colonnes papyriformes, la Ouadjyt, qui sera remaniée par Hatchepsout, puis par Thoutmôsis III. La reine y fit dresser une paire d'obélisques hauts de près de trente mètres, dont un seul reste encore debout tandis que l'autre fut fracassé et dispersé dans l'enceinte.
Le cinquième pylône marquait l'entrée d'une cour péristyle délimitée à l'est par un nouveau portail monumental, le sixième, que Thoutmôsis III fit ériger devant le sanctuaire de la barque.

### Sixième pylône et salles des Annales
Le sixième pylône porte sur l'une de ses faces les noms des villes nubiennes et syriennes soumises par Thoutmôsis III. Dans les deux salles jouxtant le pylône à l'est, dites Salles des Annales, le roi fit graver le récit de ses campagnes en Syro-Palestine et l'inventaire du riche butin qu'il ramena d'Asie pour l'offrir à « [son] père Amon-Rê, maître des trônes des Deux Terres ». À proximité se dressent deux piliers qui portent les plantes héraldiques de la Haute et de la Basse-Égypte, le papyrus et le lotus.

### Sanctuaire de la barque dePhilippe Arrhidée
L'édifice en granit rose, dans lequel était gardée la barque portative d'Amon, s'élève sur le site d'un précédent sanctuaire de Thoutmôsis III, construit en lieu et place d'une chapelle reposoir d'Hatchepsout - la fameuse Chapelle rouge du musée en plein air.

### Cour du Moyen Empire
« Le Grand Château d'Amon » de Sésostris Ier (XIIe dynastie - Moyen Empire), dont il ne subsiste en superstructure que quatre seuils de granit rose, se situait à l'est de l'actuel sanctuaire de la barque, sur l'emplacement de la cour dite du Moyen Empire. Les fouilles menées par le Centre franco-égyptien d'étude des temples de Karnak (CNRS/CFEETK) et le Conseil suprême des Antiquités égyptiennes ont permis de restituer le plan du temple de Sésostris Ier qui avait remplacé une structure plus ancienne sans doute redevable à Amenemhat Ier, : colosses royaux en façade, cour intérieure à colonnade suivie de trois salles cultuelles en enfilade, l'ensemble étant entouré d'une enceinte de briques.
On a supposé, avec vraisemblance, que la terrasse supérieure du temple funéraire d'Hatchepsout à Deir el-Bahari, de l'autre côté du Nil, sur le même axe est-ouest que le temple d'Amon-Rê, ait été conçue comme une reproduction en miroir du sanctuaire du Moyen Empire.

### L'Akhmenou ou «La salle des fêtes» deThoutmôsisIII

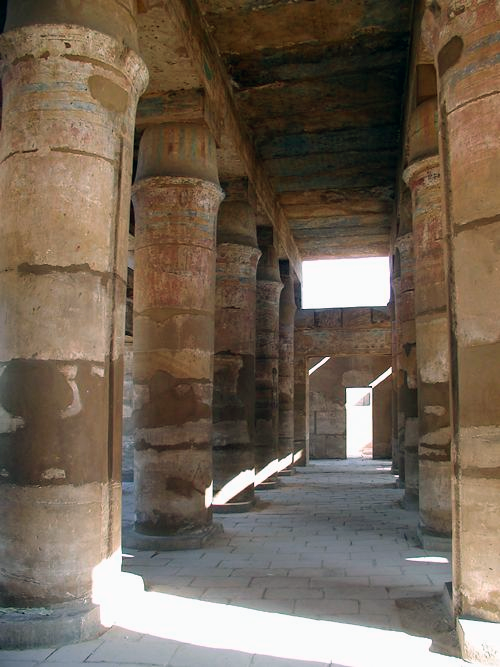
La salle hypostyle de l'Akhmenou

Derrière la zone du Moyen Empire se situe une extension  bâtie par Thoutmôsis III, appelée à l'origine « Menkheperrê [i.e. Thoutmôsis III] est resplendissant de monuments [akh menou] dans la demeure d'Amon », et de nos jours, plus prosaïquement, « salle des fêtes ».
En effet, le corégent et successeur d'Hatchepsout fut l'un des grands constructeurs de Karnak. De nombreux monuments à son nom subsistent à partir du IVe pylône, et l'Akhmenou compte parmi ses œuvres majeures. Il s'agit à la fois d'un mémorial destiné à commémorer les hauts faits du règne et d'un temple jubilaire, où la célébration du culte monarchique, associé à celui d'Amon-Rê, assure la régénération du souverain.
L'édifice, de type basilical, comprend une nef centrale aux colonnes en forme de piquets de tente, entourée de bas-côtés qui desservent une série de salles latérales. Deux d'entre elles, qu'on a nommées « le jardin botanique », sont particulièrement remarquables par leur programme décoratif, une sorte de corpus naturalium inspiré de la faune et de la flore des pays conquis par le grand roi. Dans l'angle sud-ouest de l'Akhmenou se situe la chapelle dite « des ancêtres », qui comportait une liste de soixante et un souverains ayant marqué l'histoire de Thèbes. La chapelle fut dépouillée en 1843 par Émile Prisse d'Avesnes, et les blocs portant les reliefs expédiés en France dans des caisses étiquetées « spécimens d'histoire naturelle ». Ils sont aujourd'hui exposés au Musée du Louvre.

### Le contre-temple ou temple de l'obélisque

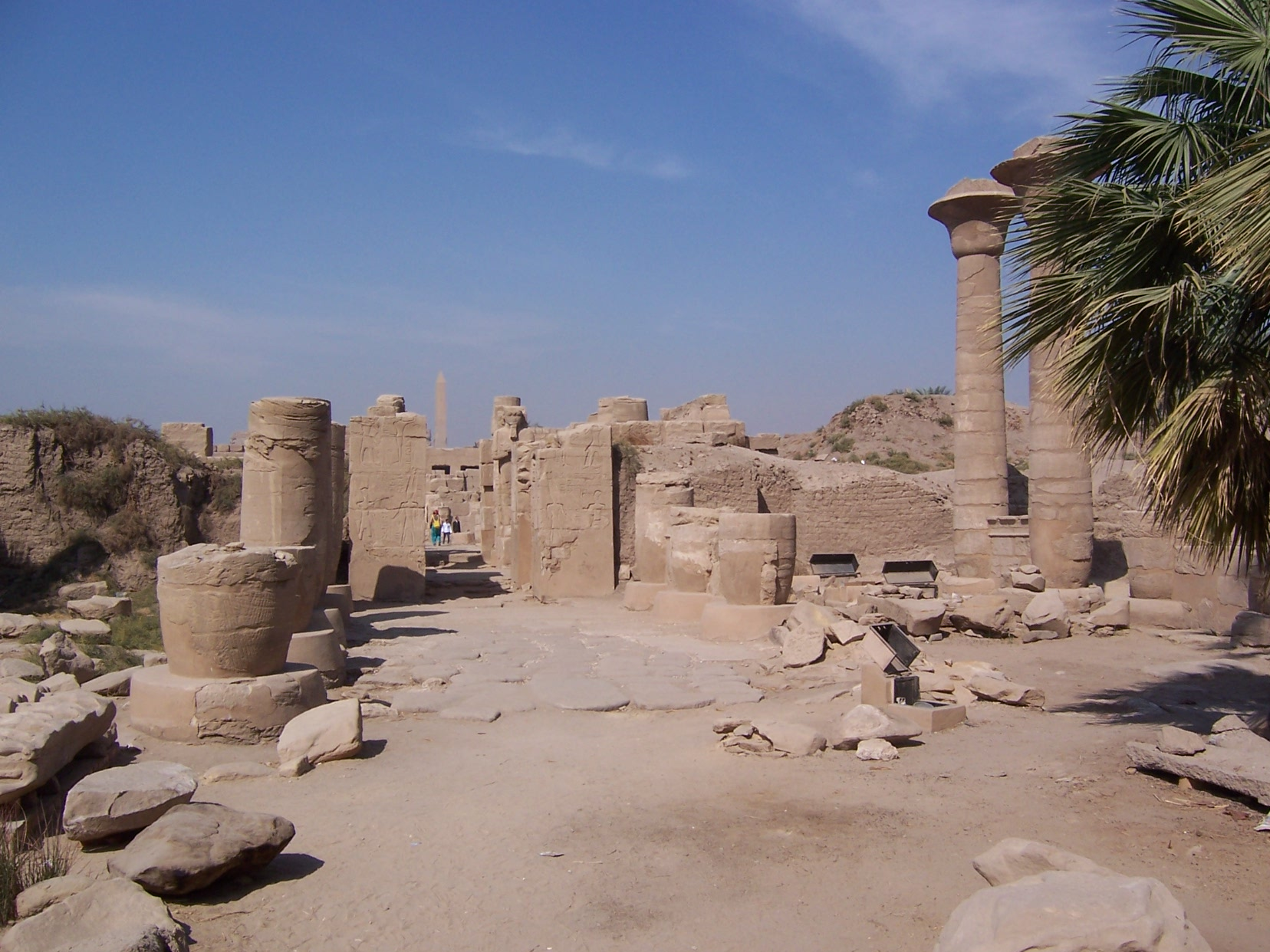
Le temple de l'obélisque

Vers la fin de son règne, Thoutmôsis III poursuivit le développement du domaine d'Amon vers l'est. Il remplaça une chapelle qu'Hatchepsout avait adossée au mur d'enceinte par un édifice prostyle, doté de part et d'autre des obélisques, aujourd'hui fragmentaires, de la reine. Dans le prolongement de cet édifice, le roi comptait ériger un monolithe monumental de trente-trois mètres. C'est finalement son petit-fils Thoutmôsis IV qui mena à bonne fin le projet et nous laissa le témoignage de cet exploit sur une stèle gravée au pied de l'obélisque. Ramsès II englobera par la suite l'« obélisque unique » dans un contre-temple, conçu en tant qu'oratoire dédié à Rê-Horakhty et à « Amon-qui-écoute-les-prières ». Au IVe siècle, le monolithe fut abattu et transporté à Rome pour orner la spina du Circus Maximus. Il y fut retrouvé brisé au XVIe siècle et installé sur la place Saint-Jean-de-Latran, où il se dresse aujourd'hui. De son côté, Taharqa de la XXVe dynastie fit construire devant le contre-temple une colonnade d'entrée. Sous les dynasties suivantes, une série de chapelles consacrées à Osiris fut édifiée à proximité, dont l'une est attribuée à la « divine adoratrice » thébaine, Nitocris.
Lors de l'agrandissement du temenos par les Nectanébo de la XXXe dynastie, toutes ces constructions se trouvèrent incluses dans le périmètre élargi. En même temps, le mur d'enceinte fut pourvu d'une porte monumentale, donnant à cette partie du domaine d'Amon-Rê son aspect définitif.

## Axe nord-sud
Cette voie processionnelle, avec ses quatre pylônes massifs, pointe vers l'enceinte de Mout, la parèdre d'Amon. La majeure partie du site est d'un accès restreint, car en cours de restauration.

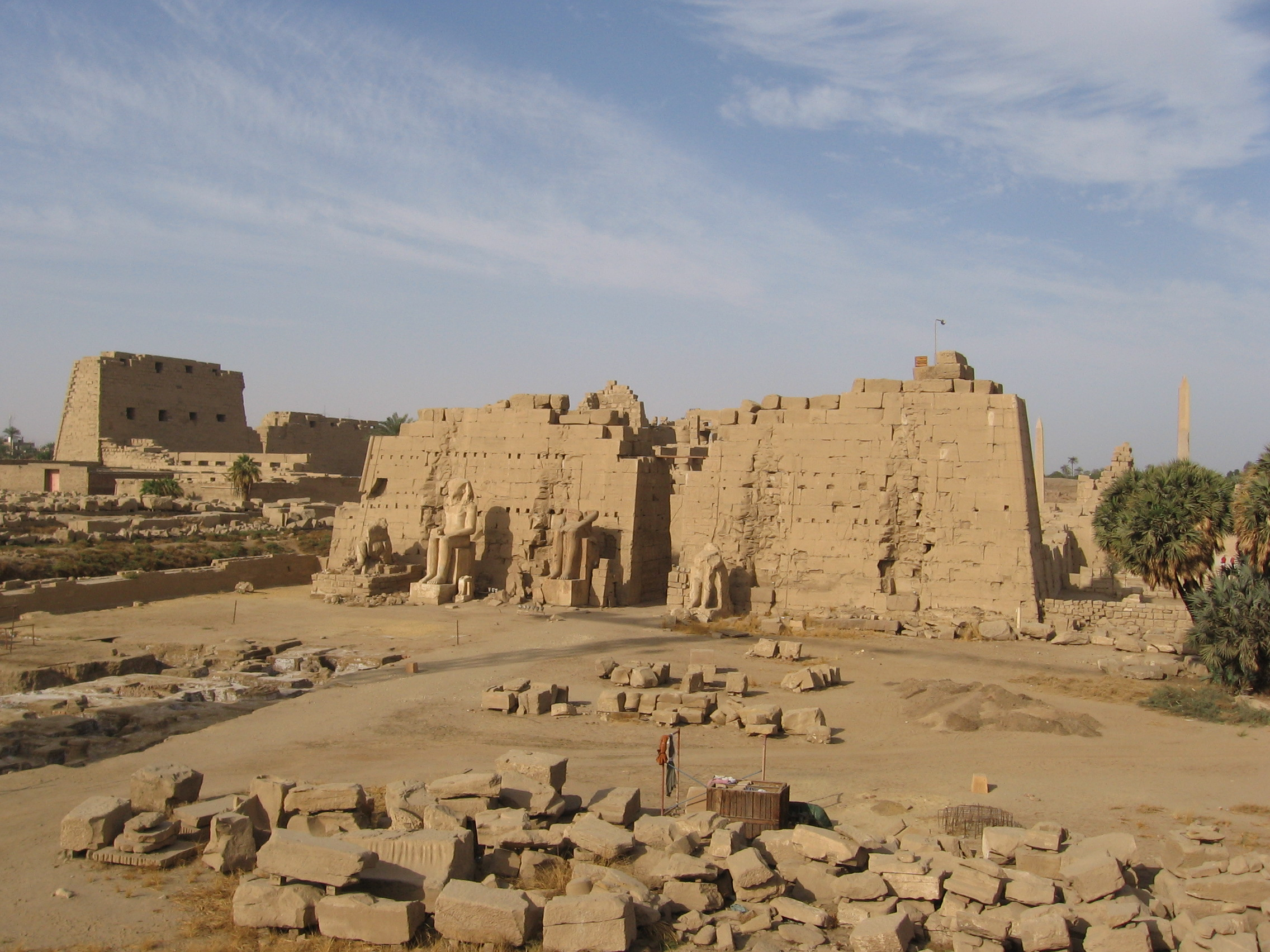
Le

### Les pylônes deThoutmôsisIIIet d'Hatchepsout
L'axe fut inauguré par Hatchepsout et Thoutmôsis III.
La reine édifia en effet un pylône, le VIIIe d'après le numérotage actuel, devant lequel elle érigea des colosses assis qui probablement la représentaient ainsi que son père Thoutmôsis Ier. Comme il le fit pour de nombreux monuments de son époque, Thoutmôsis III remania l'ensemble. Entre le pylône de sa tante et l'enceinte du temple, il construisit un deuxième grand portail, le VIIe, avec en façade deux statues colossales dont seuls subsistent aujourd'hui les pieds, et une paire d'obélisques, qui, au vu de leurs bases encore en place, devaient être impressionnants. L'un des deux monolithes, le plus à l'ouest, fut abattu sous Constantin au IVe siècle de notre ère et transporté dans la nouvelle capitale que l'empereur avait fondée à Byzance, afin d'orner la spina du grand cirque de la ville.
Le pylône de Thoutmôsis ajoutait ainsi une étape monumentale à cette voie processionnelle, tout en créant deux cours à ciel ouvert susceptibles d'accueillir les fidèles lors des cérémonies. Dans la cour sud, le roi fit édifier un kiosque-reposoir donnant sur le lac sacré, tandis que l'autre cour, surnommée de nos jours « cour de la cachette », donnait accès à ce qui était alors le parvis du grand temple d'Amon. C'est là qu'au début du XXe siècle, Georges Legrain, fouillant et restaurant le site, mit au jour une quantité invraisemblable de statues et d'ex-voto, qui constituent autant de témoignages de la ferveur populaire entourant les sanctuaires de Karnak.
Amenhotep II, fils et successeur de Thoutmôsis III, édifia lui aussi une chapelle-reposoir, l'une des nombreuses stations de la barque d'Amon, mais qui fut par la suite déplacée lorsque l'enceinte du temple eut une nouvelle extension vers le sud.

### Cour de la cachette et grande inscription

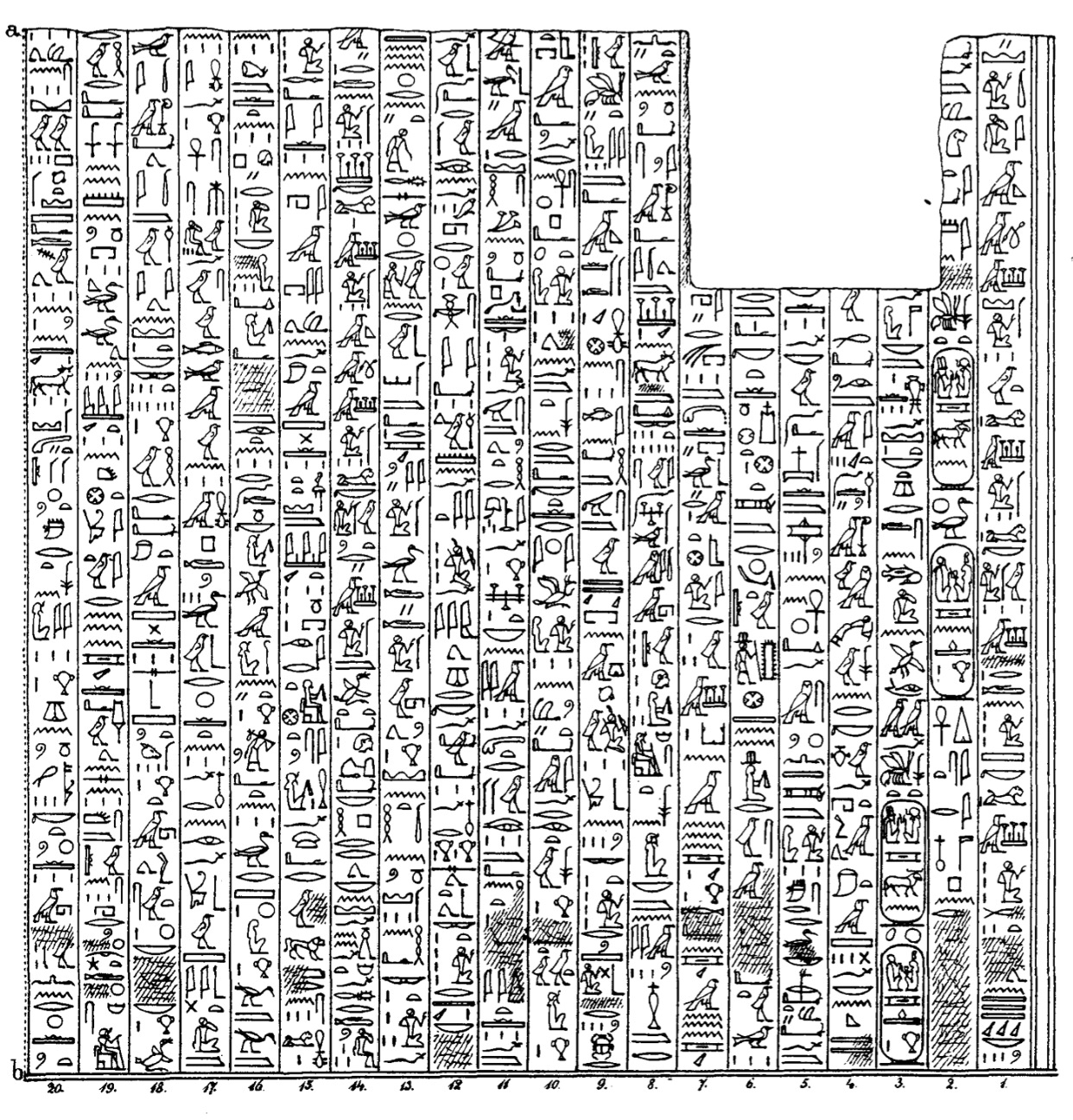
Première partie de l'inscription (lignes 1-20, sur 79).

La grande inscription est une inscription hiéroglyphique du pharaon Mérenptah de la XIXe dynastie. Longue épigraphe, elle a été découverte à Karnak en 1828-1829. Selon Wilhelm Max Müller, il s'agit de « l'un des célèbres textes de référence de l'égyptologie... [et a été] ... l'un des plus grands souhaits des chercheurs pendant de nombreuses années ».
La grande inscription est située à l'ouest (intérieur) du mur est de la cour de la cachette.
Elle a été identifiée pour la première fois par Champollion, puis publié en partie par Karl Richard Lepsius.
Elle comprend un récit des campagnes de Mérenptah contre les Peuples de la mer,.
L'inscription de soixante-dix-neuf lignes (qui a perdu environ un tiers de son contenu) montre les campagnes du roi et son éventuel retour avec du butin et des prisonniers,.
Il s'agit du plus long texte monumental continu conservé en Égypte.
Il a été désigné « KIU 4246 » par le Centre franco-égyptien d'étude des temples de Karnak.

### LesIXeetXepylônes

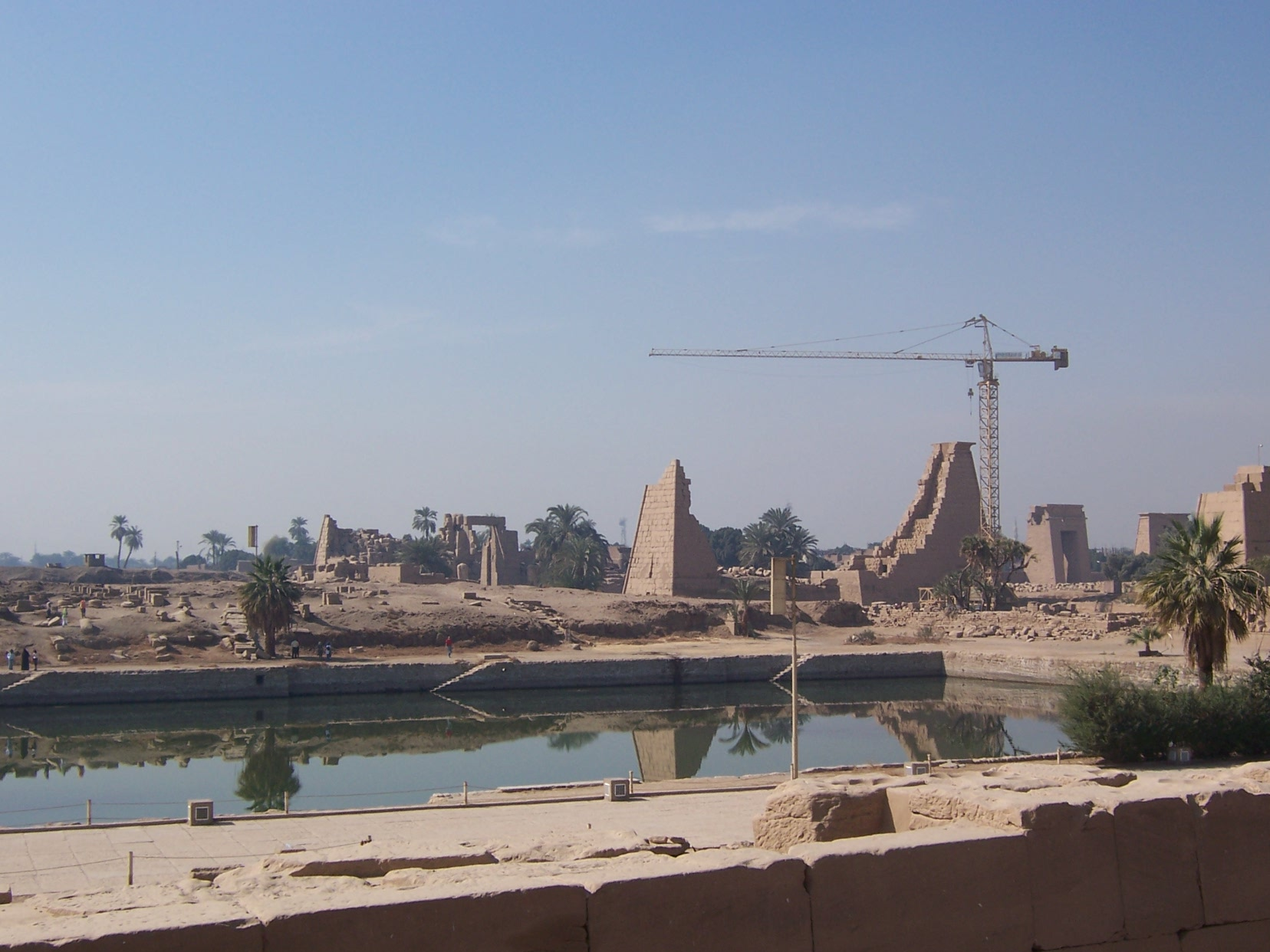
Vue prise depuis le lac sacré sur les IXe et en cours de restauration en 2007

Après le bref intermède amarnien, l'axe nord-sud connut un ultime développement : Horemheb termina le Xe pylône, commencé par Amenhotep III et construisit le IXe. Par ailleurs, il mit en place des stèles commémorant son œuvre, de même que deux colosses à son effigie. Ainsi, ponctué d'obélisques, de statues royales et de pylônes aux mâts ornés d'oriflammes, cet axe formait désormais une voie processionnelle monumentale en direction des temples méridionaux de Thèbes.
Les cours créées par les pylônes introduisaient vers les quartiers des prêtres et les magasins du temple qui bordaient le lac sacré, et, à une époque ultérieure, vers les temples de Khonsou et d'Opet. C'est dans cette dernière zone que sont aujourd'hui entreposés - répertoriés et triés - des blocs provenant des pylônes ruinés ainsi que les fameux talatates, vestiges des monuments dédiés à Aton, lesquels furent systématiquement démantelés par les successeurs du roi hérétique.

## Le temple de Khonsou

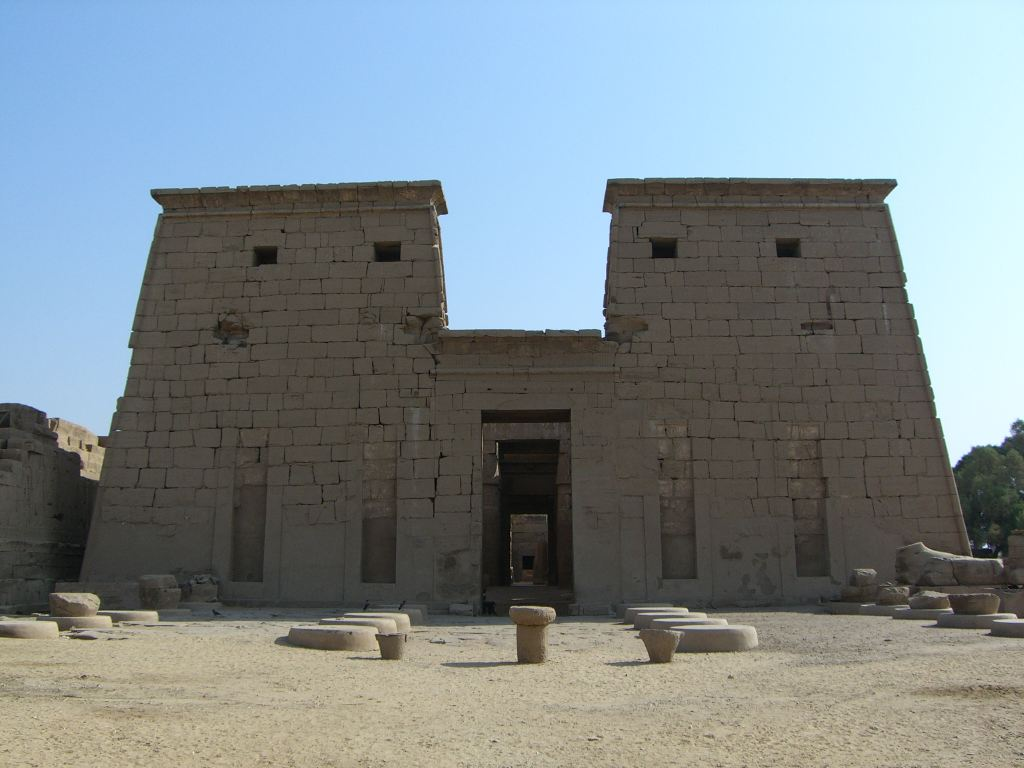
Le pylône, précédé des vestiges de la colonnade de Taharqa.

Le temple de Khonsou, dieu-lune de la triade thébaine, se situe dans la zone sud-ouest de l'enceinte d'Amon, sur l'axe de l'une des allées processionnelles qui reliaient Karnak à « l'Opet méridional » d'Amon. La construction de l'édifice, en partie avec des blocs provenant du temple funéraire d'Amenhotep III, débuta sous Ramsès III et se poursuivit sous son successeur, sans que ce dernier la menât toutefois à terme. Après une interruption de près d'un siècle, les travaux furent repris par Ramsès XI et les rois-prêtres thébains. Plus tard, l'Éthiopien Taharqa donna au temple son aspect définitif en érigeant sur le parvis un portique à colonnes, aujourd'hui très fragmentaire, analogue aux kiosques d'accueil dont il dota le sanctuaire d'Amon.
Le pylône remonte au début de la XXIe dynastie. Les reliefs qu'il porte figurent Pinedjem Ier et son épouse Hénouttaouy présentant des offrandes à diverses divinités. Au pylône succède une cour ouverte, bordée sur deux côtés d'un péristyle aux colonnes papyriformes. Elle est l'œuvre du vizir Hérihor, « guide des armées du Nord et du Sud » et  grand-prêtre d'Amon, qui en Haute-Égypte s'appropria les fonctions et attributs royaux à la fin de la XXe dynastie. Au-delà de la cour, sur une vaste plateforme, se développe l'espace réservé à la divinité, avec un vestibule (ou pronaos) et une salle hypostyle décorés par Ramsès XI et Hérihor, la salle hypostyle donnant accès à la partie la plus sacrée de l'édifice, le naos, encadré d'un déambulatoire et d'une série de pièces latérales.
Par l'ordonnance de ses éléments architectoniques, le temple de Khonsou relève d'une « syntaxe » dont allaient s'inspirer les Ptolémées, puis leurs successeurs, les empereurs  romains, à Edfou ou encore à Kalabsha : c'est dire la pérennité du modèle édilitaire conçu  par les bâtisseurs du Nouvel Empire.

## Le temple d'Opet
Le temple d'Opet, situé à proximité immédiate du sanctuaire de Khonsou, date pour l'essentiel de Ptolémée VIII Évergète II, sur l'emplacement d'un monument plus ancien commandé par Thoutmôsis III, puis modifié à la XXVe dynastie éthiopienne.
L'édifice s'élève sur une plateforme qui représente sans doute la butte primordiale de la création. Il comprend deux chapelles de soubassement dédiées à Osiris, l'une étant la tombe du dieu et l'autre le lieu de sa résurrection. L'ensemble est orienté selon un axe est-ouest, à l'exemple du grand temple d'Amon-Rê. En effet, à l'époque gréco-romaine, « Opet-la-Grande, Nout qui a mis les dieux au monde» est étroitement associée au cycle du dieu solaire. Ce dernier, que le syncrétisme thébain assimile à « l'auguste ba d'Osiris », se fond au crépuscule dans le corps d'Opet-Nout, et ressuscite à l'aube sous la forme du « disque parfait qui brille dans l'horizon ».
Le site fait actuellement l'objet d'un programme d'étude architecturale et de restauration menées par le Centre franco-égyptien d'étude des temples de Karnak, dans le cadre de la collaboration entre le Conseil suprême des Antiquités égyptiennes et le Centre national de la recherche scientifique.

## Musée en plein air

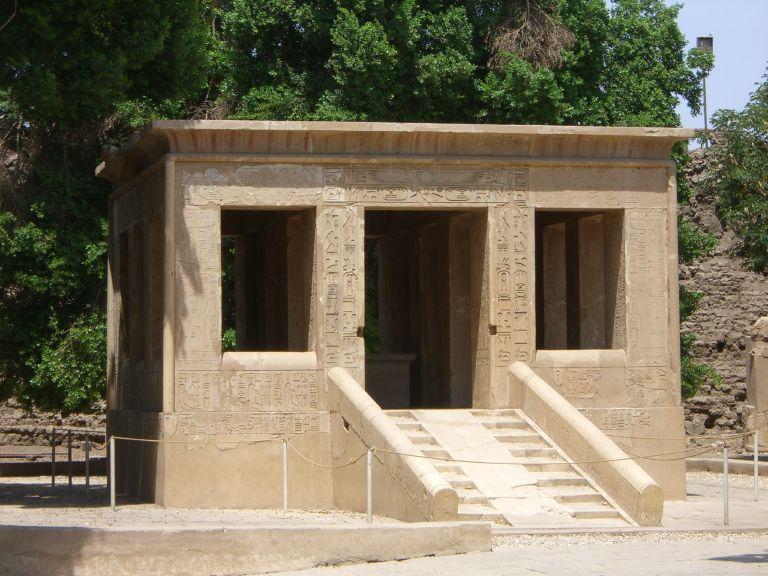
La Chapelle Blanche de Sésostris Ier reconstituée dans le musée en plein air de Karnak

Plusieurs pylônes du temple d'Amon réutilisaient des structures antérieures, notamment comme matériau de remplissage. Dans le musée en plein air, situé dans l'angle nord-ouest de l'enceinte, quelques-unes de ces structures plus anciennes ont pu être reconstituées, telles que la chapelle blanche de Sésostris Ier, la chapelle en albâtre d'Amenhotep Ier, la chapelle rouge de la reine Hatchepsout, ou encore une cour à portique qui précédait le IVe pylône de Thoutmôsis IV, cour qui fut démontée puis enfouie dans le IIIe pylône qu'Amenhotep III édifia à la place. Parmi les monuments exposés figure aussi une partie d'un pylône qu'Akhenaton fit édifier en l'honneur d'Horakhty, dans un style encore orthodoxe, et datant par conséquent des premières années du règne ou d'une probable corégence avec son père.
Une partie du Netery-menou dressé par la reine Hatchepsout, alors veuve de Thoutmôsis II et régente du jeune Thoutmôsis III, avant sa promotion au rang de pharaon, y a été remontée.
Des éléments du Moyen Empire provenant de Karnak et du temple de Montou à Médamoud y sont également entreposés, ainsi que des centaines de blocs répertoriés en attente d'une reconstruction de leur monument d'origine.
Ce petit musée, payant, un peu à l'écart, est peu visité par les groupes de touristes qui traversent au pas de course le grand temple d'Amon-Rê. Il représente pourtant un témoignage précieux des bâtiments pieux qui ont orné le grand temple à diverses époques.